# Kachelofen

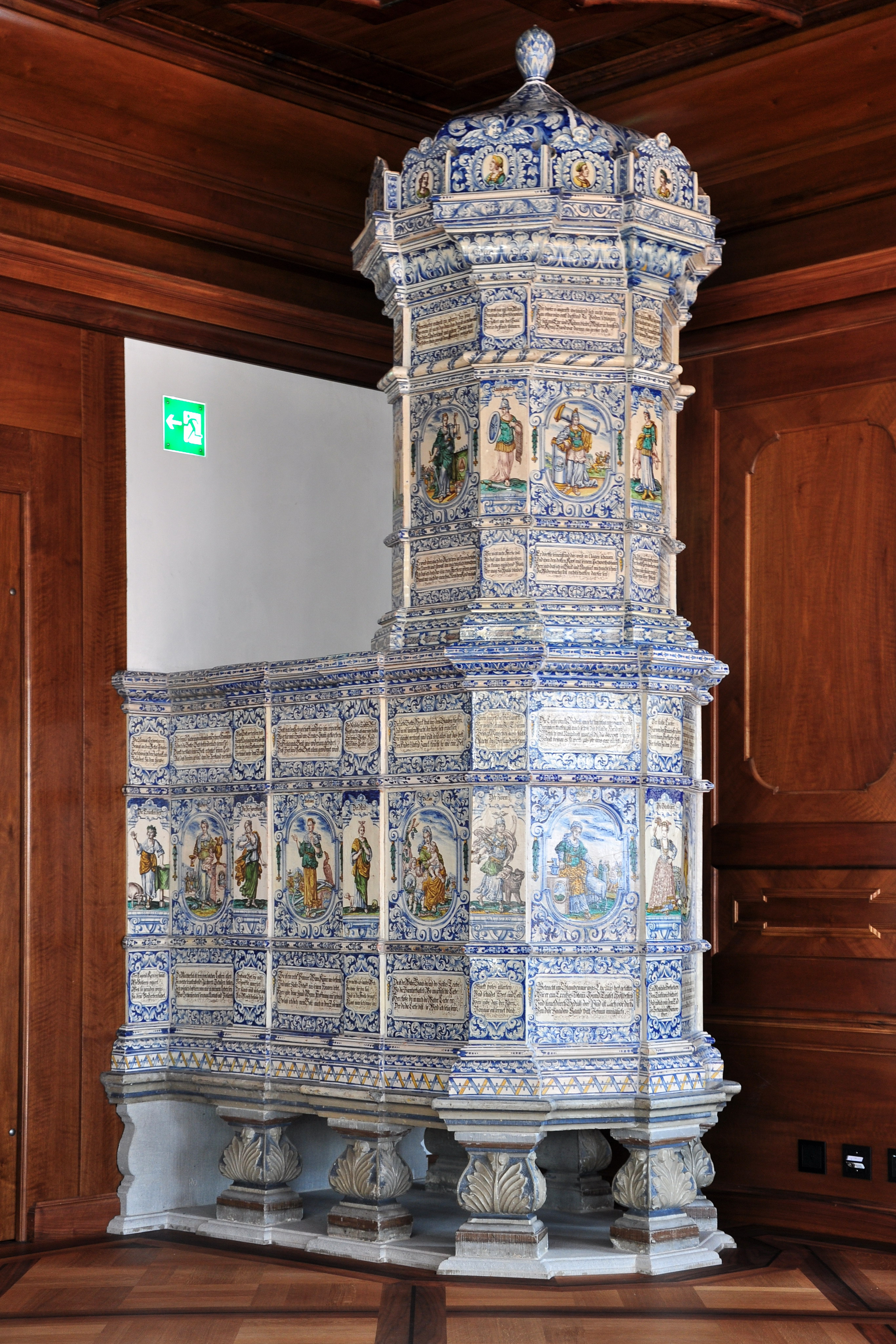
Kachelofen im Zunfthaus zur Zimmerleuten in Zürich

Ein Kachelofen ist ein Heizofen für Hausbrand, der zum Beheizen eines oder mehrerer Wohnräume geeignet ist. Kachelöfen sind in der Regel aus Ofenkacheln gesetzt, es gibt aber auch Kachelöfen, die überwiegend aus Ziegeln gemauert und verputzt sind. Erst im 19. und 20. Jahrhundert wurde der Kachelofen im Feuerungsraum zunehmend mit Schamottesteinen ausgekleidet oder mit Zügen versehen.
Kachelöfen sind durch ihre große Masse in der Lage, die beim Verfeuern von schnell abbrennenden Festbrennstoffen entstehende große Wärmemenge aufzunehmen und anschließend über einen längeren Zeitraum in den Raum abzugeben.

## Geschichte
Der Kachelofen diente früher auch zum Trocknen von Wäsche und anderen Dingen. In einem eingebauten Wärmefach konnten Wasser und Speisen warmgehalten oder Kirschkernkissen aufgewärmt werden. In der in manchen Gegenden vorhandenen Einfeuerung („Backröhre“) wurde gekocht oder auch Brot gebacken.
Das Einheizen mit Kohle, Briketts oder Koks war vor dem 20. Jahrhundert nicht üblich, da dazu eine Rostfeuerung notwendig ist, die beim klassischen Grundofen des 11. bis 19. Jahrhunderts normalerweise nicht vorhanden war. Die im 20. Jahrhundert errichteten Kachelöfen sind meist auch zum Betrieb mit Braunkohlenbriketts oder – im Falle der Dauerbrand- oder Warmluftöfen – mit Koks geeignet.
Historiker nehmen an, dass die in die Häuser eingebauten Backöfen oder überwölbten Herdfeuerungen die Vorläufer der Kachelöfen in kalten Gegenden waren. Zu einem unbekannten Zeitpunkt im Mittelalter wurde damit begonnen, keramische Becherkacheln oder Töpfe in die Lehmkuppeln der Öfen einzusetzen, um die Wärmeabstrahlung zu verbessern. Dies ist jedoch keineswegs durch eindeutige archäologische Funde und Befunde gesichert. Die ältesten keramischen Objekte, die als Ofenkacheln betrachtet werden, fanden sich bisher im Elsass, im Bundesland Baden-Württemberg und in der Nordwestschweiz. Sie werden in die Zeit des 8./9. Jahrhunderts datiert und könnten zu Heizöfen gehört haben, die nach dem Vorderladerprinzip funktionierten und in den Raumecken aufgestellt waren. Erst zu einem späteren Zeitpunkt, vermutlich im Verlauf des 11. Jahrhunderts, entwickelte sich daraus der Hinterlader-Kachelofen, der von der Rückseite her, d. h. aus der Küche, geheizt wurde.

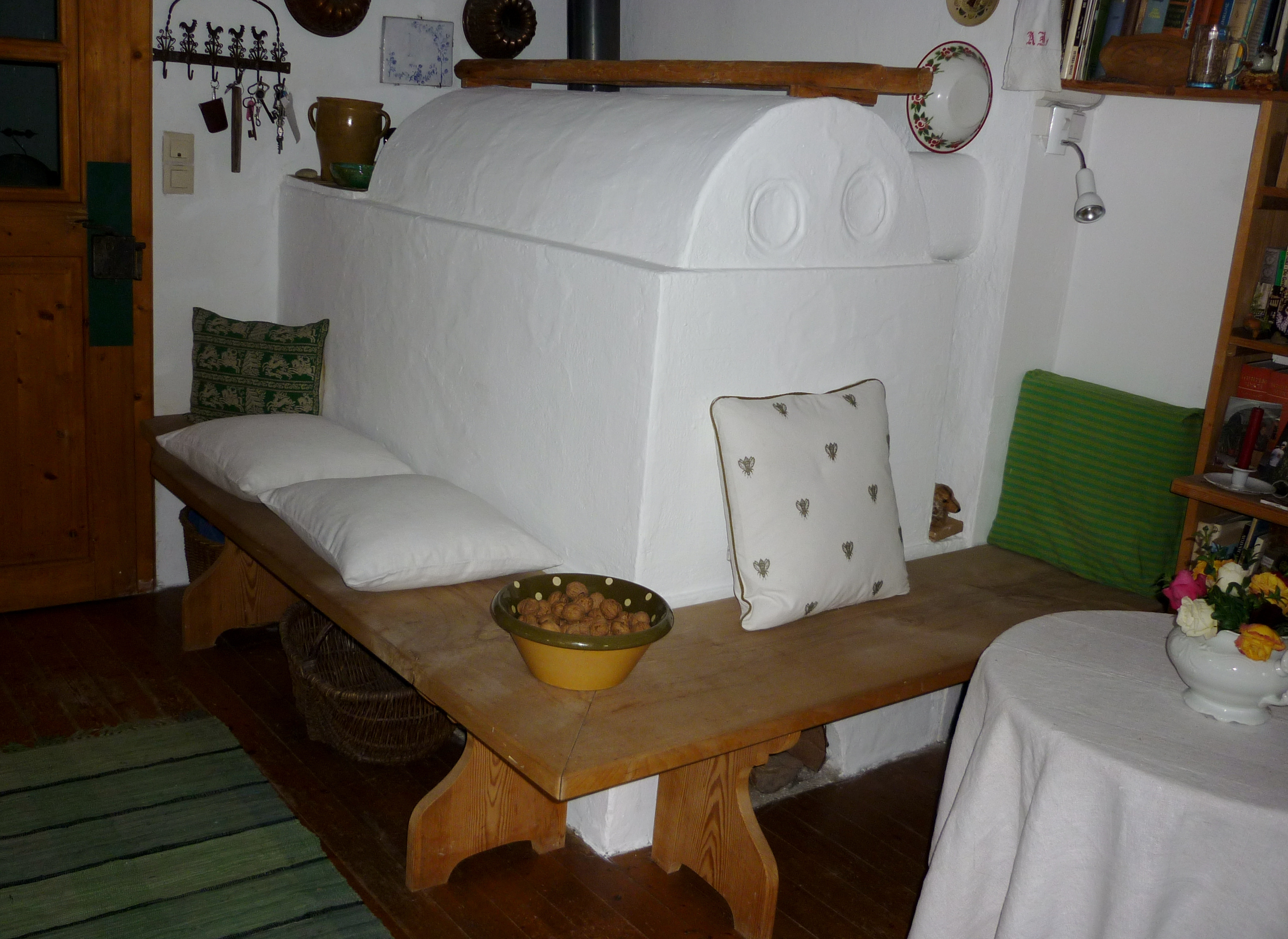
Ofenbank im Wohnzimmer eines Bauernhofes, die Ofentür befindet sich im Nebenraum

Der Rauch des verbrennenden Heizmaterials zog zunächst durch die Einfeuerungsöffnung wieder in die Schwarze Küche ab. Der Ofen selbst stand in einem anderen Raum, der damit rauchfrei blieb, was eine wesentliche Verbesserung der Wohn- und Lebensqualität bedeutete. Die Stube, der zentrale Lebens- und Arbeitsraum des Mittelalters, war entstanden.
Kaum 100 Jahre später standen die ersten Kachelöfen auch in den Stuben norddeutscher Hansestädte. Um das Jahr 1200 gehörte der Kachelofen auf Burgen, in Klöstern und in städtischen Wohnhäusern oft bereits zur Standardausstattung.

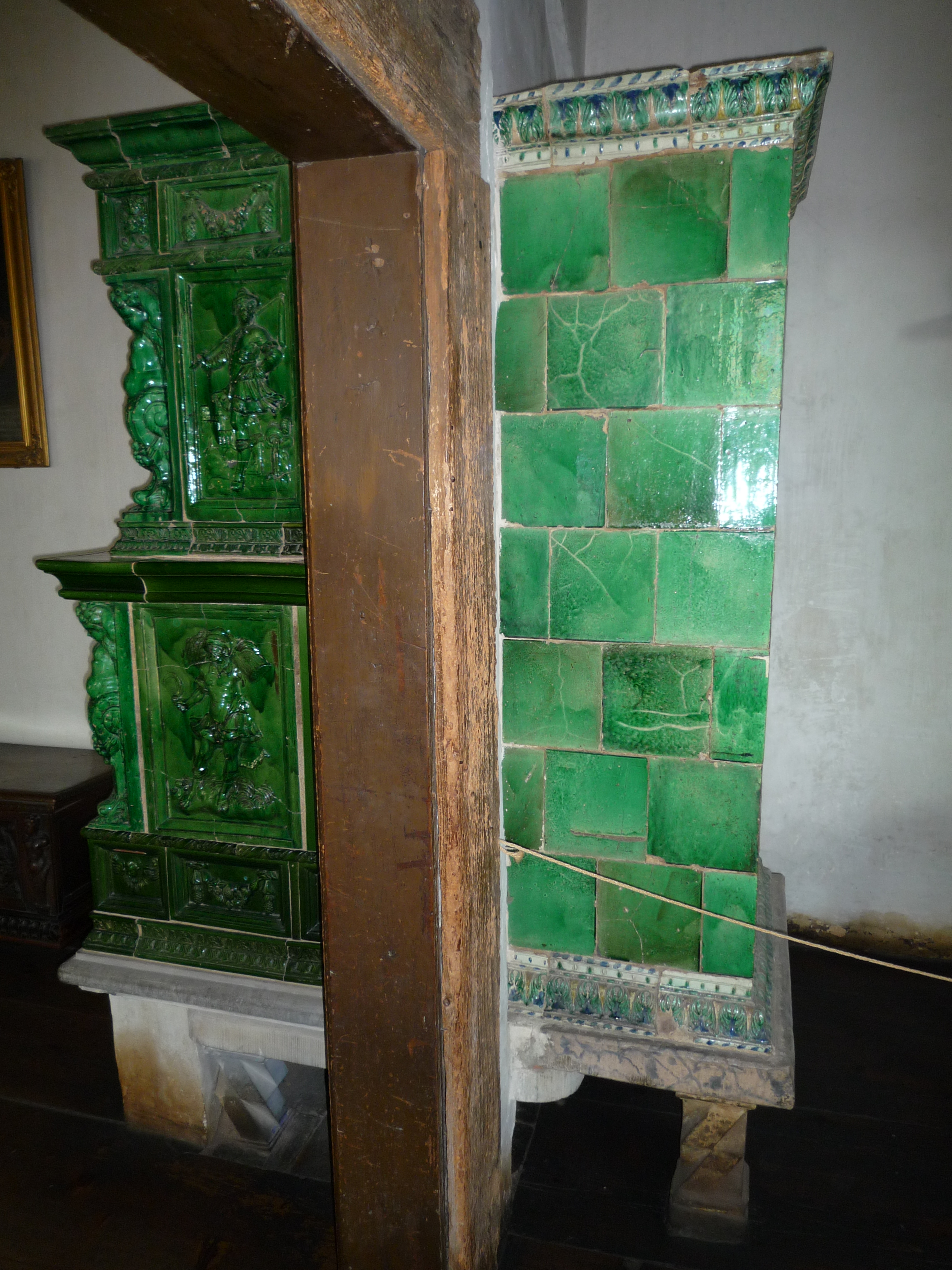
Kachelofen zwischen zwei Räumen in der Burg Meersburg

Mit der Entwicklung der reliefverzierten Ofenkacheln übernahm der Kachelofen spätestens ab dem 14. Jahrhundert auch eine dekorative Funktion. Das Verbreitungsgebiet des Kachelofens umfasste schließlich das deutschsprachige Gebiet Mitteleuropas und Randzonen im nördlichen Italien, im Elsass, in Frankreich, den Niederlanden und in England. Wohn-Kachelöfen fanden sich nun auch in Skandinavien und im Baltikum im Einflussbereich der Hanse (Dänemark, Schweden, Finnland, Estland, Lettland, Litauen) sowie in Russland, Polen, Tschechien, Ungarn, Rumänien, Slowenien und Kroatien.
Der älteste bislang sicher datierte Ofen dieses Typs wurde in Winterthur in der Schweiz ausgegraben und kann auf das Jahr 1208 datiert werden. Er bestand wie alle frühen Kachelöfen aus Ofenlehm und Becherkacheln. Die frühen Becher- oder Topfkacheln wurden vom Hafner hergestellt, der zugleich in der Regel auch der Ofensetzer war. Dies gilt in fast allen Regionen des Verbreitungsgebietes des Kachelofens bis ins 19./20. Jahrhundert. Insbesondere im 16./17. Jahrhundert wurden die beiden Städte Nürnberg und Winterthur mit der Hafnerfamilie Pfau zu den bedeutendsten Hafnerzentren nördlich der Alpen.
Funde weisen darauf hin, dass der Kachelofen anfänglich wohl den Klöstern, dem Adel und den Patriziern vorbehalten war. In gewöhnlichen Wohnhäusern wurden weiterhin einfach gemauerte Öfen verwendet.

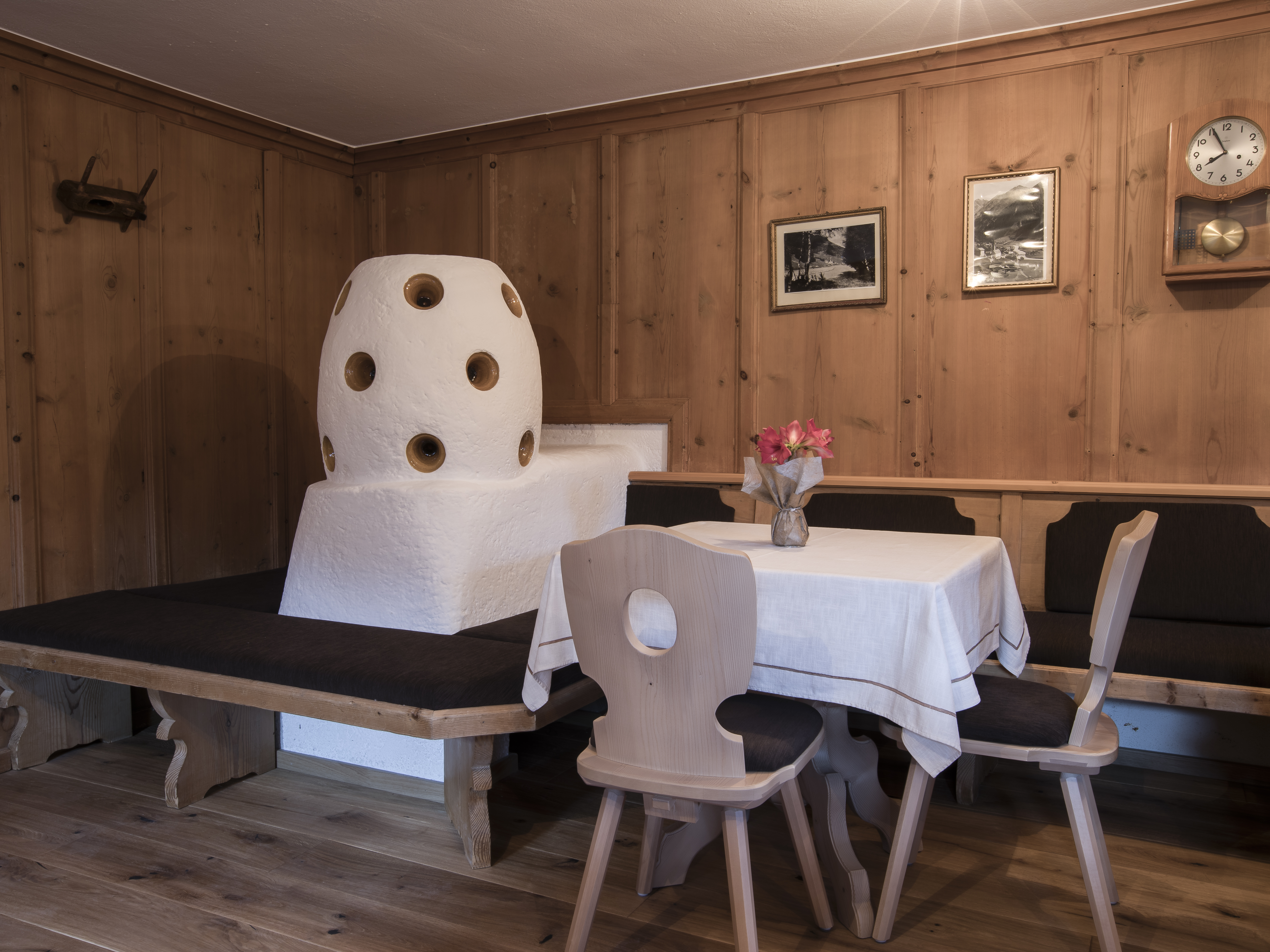
Typischer Kachelofen in altem Tiroler Bauernhaus Berghof in Sölden. Jetzt Frühstücksraum im Apartmenthaus

Im Laufe der weiteren Entwicklung des Kachelofens entstanden regional unterschiedlich eine Vielzahl von Ofenkacheltypen und Kacheldekoren wie:
- Becherkacheln
- Bekrönungskacheln
- Blattkacheln
- Blattnapfkacheln
- Eckkacheln
- Gesimskacheln
- Halbzylinderkacheln
- Kranzkacheln
- Leistenkacheln
- Napfkacheln
- Nischenkacheln
- Ofenaufsätze
- Ofenfuß
- Pilzkacheln
- Röhrenkacheln
- Schüsselkacheln
- Tellerkacheln
- Topfkacheln

Erst ab dem Barock wurde eine neue Herstellungstechnik entwickelt, die größere und frei geformte Ofenkacheln bzw. Kachelofenteile ermöglichte, die sog. Überschlagtechnik. In dieser Technik werden noch immer einzelne Kachelöfen auftragsbezogen gefertigt. Die Masse der Kachelöfen wurde jedoch aus kleinformatigeren Blatt-, Eck- und Gesimskacheln zusammengesetzt.
Feuerstätten waren im 18. Jahrhundert oft Ursache von Bränden. Anordnungen unter Pfalzgraf Karl Theodor von der Pfalz aus dem Jahr 1772 dienten der Verhütung solcher Brände. So durften keine Holzschornsteine und keine hölzernen Schächte zur Führung des Rauchs von der Feuerstätte zum Kamin mehr errichtet werden. Untersagt wurde auch, Ofenrohre zum Fenster hinauszuführen.

## Technische Weiterentwicklung

### Formen

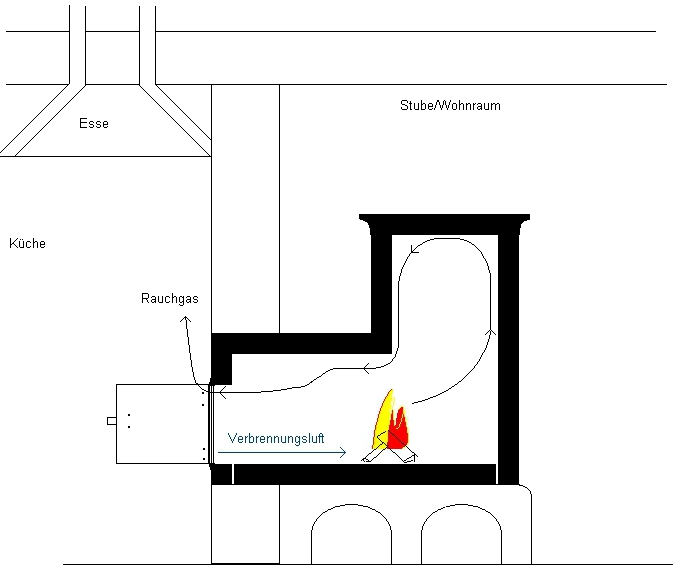
Funktionsschema offener Kachelofen

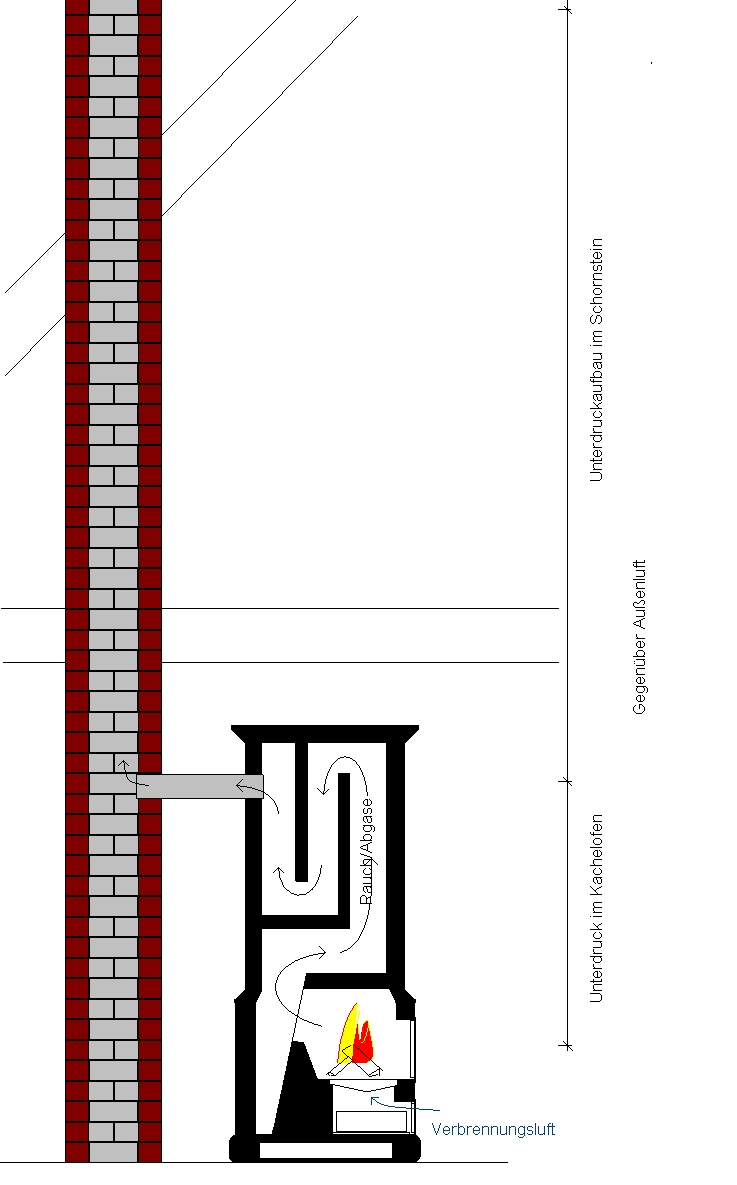
Funktionsschema mit Schornstein-Anschluss

In der äußeren Gestaltung machten die Kachelöfen eine große kunstgeschichtliche Entwicklung durch, blieben aber in der Heiztechnik lange Zeit unverändert, bis man im 18. Jahrhundert begann, den Ofenrauch über Schornsteine abzuleiten. Bis dahin wurden Kachelöfen mit geöffneter Heiztüre meist von der Küche oder einem Nebenraum aus befeuert und entließen die Rauchgase ebenfalls dort in den offenen Kamin. Die Öfen waren mit einem niedrigeren Teil an die Zimmerwand an- und durchgebaut und wurden durch die Wand mit Holz beschickt (Hinterlader-Prinzip). Im höheren Teil bildete sich Stauhitze, die an die Kachelwände abgegeben wurde. Die im Strahlungsbereich des Feuers liegenden Kachelwände wurden stärker erwärmt. War das Feuer heruntergebrannt, wurden die Heiztüren geschlossen und die Kachelwände gaben je nach Ausmauerungsstärke die gespeicherte Wärme an die Räume ab. Die Rauchgase traten während der Heizphase nach Abkühlung durch die Ofentür wieder aus und zogen durch die Esse ab, die sich meistens in der Küche über der offenen Herdfeuerung befand. Oft traten die Abgase auch einfach durch Undichtigkeiten in der Dachkonstruktion ins Freie. Damalige Kachelöfen nutzten zwar den Brennstoff besser aus als offene Kamine, waren aber immer noch sehr ineffektiv.
Im ausgehenden 17. Jahrhundert und dann im 18. Jahrhundert machte man sich die ersten ernsthaften Gedanken über Sparöfen, und beispielsweise Friedrich II. von Preußen organisierte einen Wettbewerb über Holzsparöfen. Dort gab es sogar Vorschläge zu Öfen, die sich über zwei Geschosse erstreckten. Aber erst der direkte Anschluss an einen Schornstein brachte die Möglichkeit, Rauchgaszüge in die Kachelöfen einzubauen. Es war ein allmählicher Erfahrungsprozess, mit dem im Schornstein und in der Feuerstätte entstehenden Unterdruck umzugehen, sodass auch fallende Züge (Sturzzüge) und andere Zugformen möglich wurden. Zeitlich genau ist das nicht einzuordnen. Es gab im Schwarzwald bis ins 20. Jahrhundert noch offene, ohne Schornstein betriebene Öfen. Durch die Umlenkungen und Abkühlung der Heizgase in den Zügen wurden die Öfen sehr effektiv und sparsam mit dem durch Abholzung inzwischen knapperen Brennstoff Holz. Rost, Aschekasten und eine gezielte Verbrennungsluftführung waren nun üblich.

### Außenmaße und Normen
Kacheln wurden allmählich als Massenware in Manufakturen hergestellt, die Baugröße dem jeweils benötigten Wärmebedarf angepasst und durch Handwerksregeln landsmannschaftlich standardisiert. Zum Teil gab es auch technische Rückschritte, als im Historismus der zweiten Hälfte des 19. Jahrhunderts alte Ofenformen neu aufkamen und wieder die alten Hinterlader-Öfen gebaut wurden.
Aus den Handwerksregeln und Erfahrungswerten zum Raumheizvermögen entstanden 1925 die DIN-Normen für den Kachelofen, die in die Reichsgrundsätze umgewandelt wurden und nach dem Zweiten Weltkrieg wieder DIN-Normen hießen. Die DIN 1289 Feuergeschränk für Kachelöfen; Fülltür für Füllfeuerung aus dem Jahr 1928 ist noch heute gültig. Die DIN-Norm teilte je nach Stärke der Außenwand die Kachelöfen in eine leichte, eine mittelschwere und eine schwere Bauart ein und gab Planungswerte über Raumheizvermögen, Masse und Speicherdauer.

### Entwicklung von Heizeinsätzen im Kachelofen
Das Aufkommen der Kohle als Brennstoff im 19. Jahrhundert führte zu Änderungen in den Kachelofenkonstruktionen. Die Feuertür konnte kleiner sein. Das heiße Glutbett der Kohle hielt länger vor, weshalb ein direkter Wärmekontakt mit einer großen Masse wärmespeichernder Keramik nicht mehr zwingend erforderlich war (siehe auch Dauerbrandofen). Über verschiedene Entwicklungsstufen kam man zu kompakten, mit Schamotte ausgekleideten gusseisernen Heizeinsätzen, die alle Feuerungsbauteile (Rost, Aschekasten, Ofentüren) enthielten und revisionsfähig waren. Man konnte diese Feuerungen reparieren, ohne den ganzen Kachelofen abbauen zu müssen. Die Heizeinsätze wurden durch konvektive Luftführung gekühlt. Diese Luft brachte eine Erhöhung des Raumheizvermögens. So entstanden die ersten Warmluft-Kachelöfen. Sie vermochten, die Räume schnell zu heizen, und speicherten in der Kachel-Umbauung zugleich auch Wärme. Die Warmluft konnte mittels Jalousien an den Heizbedarf angepasst werden und auch in andere Räume oder Stockwerke geführt werden.

### Kachelofendesign im Wandel der Zeit
Im Laufe der letzten Jahrzehnte hat sich das Design des Kachelofens grundlegend gewandelt. Waren bis in die 1970er Jahre Kachelöfen – dem Namen entsprechend – noch vollständig verkachelt, folgte in den 1980er und 1990er Jahren immer mehr die Abkehr von der klassischen Ofenkachel. Verputzte Flächen mit Simskacheln und einigen Zierelementen aus Keramik dominierten in dieser Zeit das Ofendesign. Auch gab es einen Trend zu möglichst vielen Abstufungen und versetzten Ebenen. Seit Beginn des neuen Jahrtausends halten hingegen immer mehr schlichte, puristisch gestaltete Anlagen Einzug in die Wohnzimmer. Klare Linien, gerade, verputzte Flächen und große Sichtscheiben bestimmen das Bild. Viele Hersteller klassischer Ofenkacheln haben auf diesen Trend reagiert und bieten großformatige Keramik als Alternative zum beliebten Naturstein (Granit, Schiefer, Sandstein …) für Feuertische und Bänke an. Die klassische grüne Ofenkachel scheint jedenfalls ausgedient zu haben. Heute bestimmen in Kombination mit weiß verputzten Flächen häufig satte Braun- oder Schwarztöne als Kontrast das Bild.
Die Stiländerungen können auch gut anhand des heiligen Epimachus deutlich gemacht werden: Dieser hält als sein Erkennungsmerkmal einen Kachelofen in der Hand, der der Zeit und Mode entsprechend im Lauf der Geschichte auf Bildern ständig angepasst wurde.

## Auswirkungen auf die Umwelt

### Grundsätze
Kachelöfen können zur nicht-fossilen Heizung, also zur CO2-Vermeidung beitragen, da sie mit Holz und Holzbriketts befeuert werden können. Zur Nachhaltigkeit muss es jedoch aus Quellen stammen, die keinen Raubbau an den Wäldern darstellen. Bauweise und Betrieb müssen zum Brennstoff passen, um schadstoffarm und effizient zu heizen.
Je nach Brennstoff, Bauweise und Betrieb können jedoch durch Kachelöfen erhebliche Schadstoffmengen in Form von Gasen, Stäuben und Aerosolen emittiert werden. Zumindest beim Anfeuern und bei ungünstigem Zug kann sich das auch auf den Betreiber auswirken.
Salze, zum Teil als Flugasche, entstehen auch bei vollständiger Verbrennung. Salze/Asche sind im Kachelofen hinsichtlich Umweltauswirkung ein geringes Problem: Sie verklumpen bei den Betriebsbedingungen im Kachelofen zu makroskopischen Stäuben oder Flugasche und sind nicht mehr dem Feinstaub zuzuordnen und zum größten Teil auch nicht lungengängig oder schädlich. Eine Ausnahme stellt das Verbrennen beispielsweise von lackiertem Holz dar: hierbei können die Pigmente frei werden, z. B. Bleioxid, wenn es sich um alte weiße Farbe handelt. Das Verwenden von füllstoffhaltigem Papier zum Anfeuern führt zu hohen Flugasche-Emissionen und verschmutzt überdies die Ofenzüge.

### Arten und Ursachen von Schadstoffemissionen

#### Unvollständige Verbrennung
Durch unvollständige Verbrennung im Kachelofen entstehen Ruß, Kohlenmonoxid und polyzyklische aromatische Verbindungen. Hinsichtlich geringerer Rußemission ist Laubholz vorzuziehen.
Briketts enthalten herstellungsbedingt einen Mindestgehalt an Öl und Teer, was insbesondere bei unvollständiger Verbrennung problematisch ist.
Unvollständige Verbrennung im Kachelofen hat verschiedene Ursachen:
1. Abstoppen der Zündfähigkeit der Abgase in der Anheizphase durch Bauteile, die zu schnell Wärme entziehen, oder durch kalte Verbrennungsluft.
Problemlösung durch moderne Kachelofeneinsätze oder Grundofenfeuerungssysteme mit Verbrennungsluft-Vorwärmung und Nachverbrennungszonen.
2. Ungenügende Luftzuführung durch Bedienfehler oder Anlagenfehler.
Ein Problem ist das Heizen (insbesondere mit Holz) ohne Speichermedium, zum Beispiel in einem zuggeregelten Dauerbrandofen: Erst wenn nur noch Glut ohne Flammen existiert, führt Sauerstoffmangel nicht zu Schadstoffen, andernfalls ist die Leistungsdrosselung einer Feuerung mit erhöhten Schadstoffemissionen verbunden.
Insbesondere Holzfeuerungen sollten bzw. können nicht gedrosselt werden, sie sollen entweder mit voller Leistung betrieben werden oder gar nicht. Das setzt einen Wärmespeicher voraus, welcher eine hohe Wärmeleistung und eine hohe Energiemenge aufnehmen kann. Schwere Kachelöfen sind dazu prinzipiell in der Lage, oft sind sie jedoch für Kohle konstruiert (kleiner Feuerraum) und können durch die große Wärmeleistung eines Holzfeuers leiden.
Sobald keine Flammen mehr entstehen, kann und sollte ein Kachelofen vollständig geschlossen werden, um Wärmeverluste durch den Zug durch den innen heißen Ofen zu vermeiden.

#### Verwenden ungeeigneter Brennstoffe
Das Verbrennen von Hausmüll, lackiertem Holz oder auch von bedrucktem Papier im Kachelofen ist mit hohen Schadstoffrisiken verbunden. Das Verbrennen nicht zugelassener Brennstoffe ist unter anderem in Deutschland strafbar. Die Bezirksschornsteinfegermeister können, um dem nachzugehen, Rußproben entnehmen, die den Betrieb mit nicht zugelassenen Brennstoffen nachweisen können.
Schwefelverbindungen sind ein Problem der Kohlefeuerung. Es gibt große Unterschiede des Schwefelgehaltes von Braunkohlenbriketts. So waren früher Briketts auch aus den Revieren um Leipzig im Handel – jene sind für ihren hohen Schwefelgehalt bekannt. Das Gleiche gilt für Importkohle aus Tschechien (Böhmen). Heute verwendete Kohle aus dem Lausitzer Revier ist dagegen schwefelärmer.

#### Schadstoffe durch Staubversengung
Ein Warmluftkachelofen besteht außen aus einer zumeist keramischen Hülle, innen aus einem gusseisernen Einsatz. Dieser kann durch Holz, Kohle, Heizöl oder Gasbefeuerung auf 300 °C und mehr aufgeheizt werden. Zwischen dem Einsatz und der Hülle zirkuliert Luft, die sich erhitzt und infolgedessen aufsteigt. Vom Fußboden wird zudem ständig kalte Luft abgezogen. Mit dieser Luft wird der in dem Raum befindliche Staub an den Ofen gezogen, und es kommt am heißen Einsatz zum Phänomen der Staubversengung. Es handelt sich dabei um Pyrolyse und Zerfall großer Staubpartikel in unzählige kleinere Staubpartikel mit der Folge der Entstehung krebserregenden Feinstaubes, der sich anschließend in der Raumluft befindet.

## Bauformen
Grundformen des Kachelofens sind der Grundofen, der Warmluftofen, sowie der Kombiofen. Sonderformen sind die Kachelkunst, die Warmluftzentralheizung und der Hypokaustenofen.

### Grundofen
Ein Grundofen ist eine vor Ort handwerklich erstellte Anlage, bestehend aus einem Brennraum und nachgeschalteten keramischen Heizzügen.
Es gibt drei Varianten, die nach ihrer Speichermasse unterschieden werden: leichte, mittlere und schwere Bauart. Ein Grundofen ist ein Zeitbrandofen. Der Brennstoff, Holz, wird in einer bestimmten Zeit abgebrannt und die im Abbrand entstehende Wärme im Schamottestein gespeichert, die nach und nach über die Oberfläche abgegeben wird. Die Nachheizzeit (Auflegen vom Brennstoff) liegt in der Regel bei acht, zwölf oder vierundzwanzig Stunden, je nach Wärmespeicherkapazität des Grundofens.
Bei einer rostlosen Feuerung (je nach Konstruktion) kann nur Holz als Brennstoff verwendet werden.

### Warmluftkachelofen
Dieser Kachelofentyp funktioniert nach dem Prinzip der Konvektionsheizung. Kalte Raumluft strömt über die untere Öffnung (meist ein Rundbogen im Sockel) ins Innere des Kachelofens, wird dort an den heißen Eisenteilen erwärmt und strömt als warme Luft in den Raum zurück. Diese Warmluft kann auch mittels Warmluftkanälen in angrenzende Räume oder darüberliegende Etagen geleitet werden. Die Warmluft hat einen Anteil von 60 bis 80 % an der abgegebenen Wärme, der Rest ist Strahlungswärme, die über die Kacheloberfläche abgegeben wird. Der Warmluftkachelofen gibt schnell und wirtschaftlich Wärme ab.

### Kombi-Kachelofen
Der Kombi-Kachelofen ist eine Mischung aus Warmluftofen (dem Heizeinsatz) und Strahlungsofen (gemauerten Zügen). Dies ist zurzeit die beste Ofenanlage, weil ein bei Bedarf austauschbarer Heizeinsatz mit moderner Verbrennungstechnik (raumluftunabhängige Verbrennungsluftzufuhr, Sonderarten für andere Brennstoffarten wie Pellets, Briketts, Öl oder Gas) eingebaut werden kann. Die gemauerten Züge werden an der Ofenwand entlanggeleitet, damit ein möglichst gleichmäßiger und großer Wärmeanteil an den Raum abgegeben werden kann. Weitere Vorteile sind eine schnelle Wärmeabgabe vom Heizeinsatz (ca. 15 bis 20 min) und eine Speicherzeit zwischen 6 und 12 Stunden des keramischen Zugs.

### Heizkamin
Das Funktionsprinzip des Heizkamins entspricht weitgehend dem des Warmluftofens. Allerdings verfügen Heizkamine über eine mehr oder weniger große Glasscheibe, über welche man den Abbrand beobachten kann. Ein Vorteil des Heizkamins gegenüber dem Warmluftofen ist der höhere Anteil Strahlungswärme. Diese gelangt unmittelbar nach Heizbeginn über die Sichtscheibe in den Aufstellraum und sorgt so für ein angenehmeres Temperaturempfinden. Seit einigen Jahren kann bei vielen Kamineinsätzen die Beheizung auch über die Rückseite – also z. B. vom Flur – erfolgen. Die Sichtscheibe muss dann nur noch zu Reinigungszwecken geöffnet werden. Durch die Erweiterung des Heizkamins um einen gemauerten Rauchgaszug erreicht man die Funktionsweise eines Kombiofens. Dabei sollte die Sichtscheibe jedoch nicht zu groß gewählt werden, da dies zu übermäßigem Wärmeverlust aus dem Brennraum führt und somit das Wärmespeichervermögen der Anlage geringer wird.

### (Kachel-)Kunst oder Chust

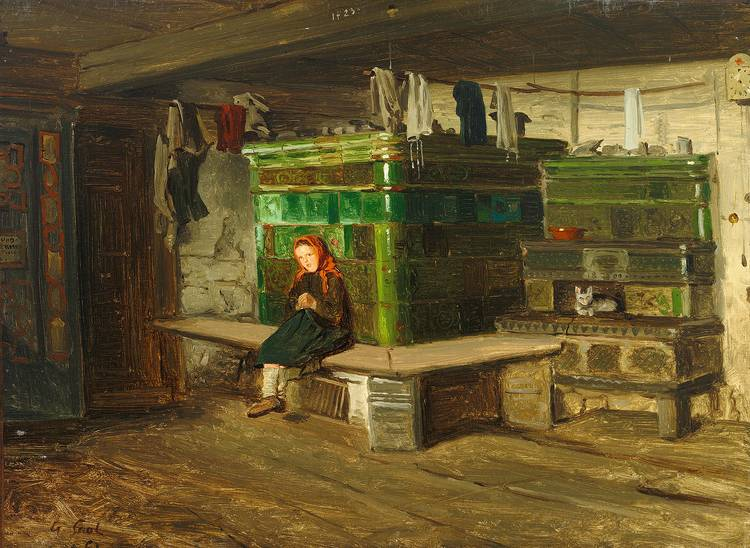
Georg Saal: Schwarzwaldstube mit Mädchen auf der Ofenbank, 1861

Die Kachelkunst ist traditionell im Schwarzwald und in der Schweiz beheimatet. Der genaue Ursprung ist nicht bekannt. Die Entwicklung der Kunst hängt auch von der Entwicklung des Herdes, von dem aus sie befeuert wird, ab. Ursprünglich wurde über offenem Feuer gekocht, über dem Herd befand sich eine Esse (oder auch gar nichts), daneben das Feuerloch des mit einem Backgewölbe ausgestatteten Stubenofens. Spätestens mit Beginn des 19. Jahrhunderts setzte sich die Benutzung eines Schornsteins allmählich durch, der Herd bekam eine eiserne Herdplatte und der Kachelofen einen Schornsteinanschluss. Die (wenn überhaupt vorhandenen) Essen wurden geschlossen nach unten verlängert und als Schornsteine benutzt.
Um die Abgase des Herdes abzuleiten, wurde in der Stube die Kunst (Chust od. Chouscht) mit einem eigenen Heizgaszug an den Kachelofen angebaut. Die damalige Kunst war eine manchmal zweistöckige beheizte Sitzbank mit Sandsteinabdeckung, die vom eigentlichen Kachelofen unabhängig beheizt wurde. Die historischen Kunst-Sitzbänke waren sehr hoch, da man sich damals noch nicht zutraute, Abgase nach unten zu leiten, ebenso waren die Herde sehr niedrig. Um auf den hohen Sitzbänken sitzen zu können, brauchte man oft ein aus Holz gefertigtes Kunst-Bänkchen zum Abstellen der Füße. Die heutigen Kachelkünste haben sich vom Kachelofen gelöst und bilden eigenständige Heizsysteme, die sehr effizient sind, da sie die Funktion Kochen mit der Funktion Heizen verbinden, und sind vor allem in der Schweiz und im südlichen Baden-Württemberg sehr beliebt.

### Warmluft-Zentralheizung

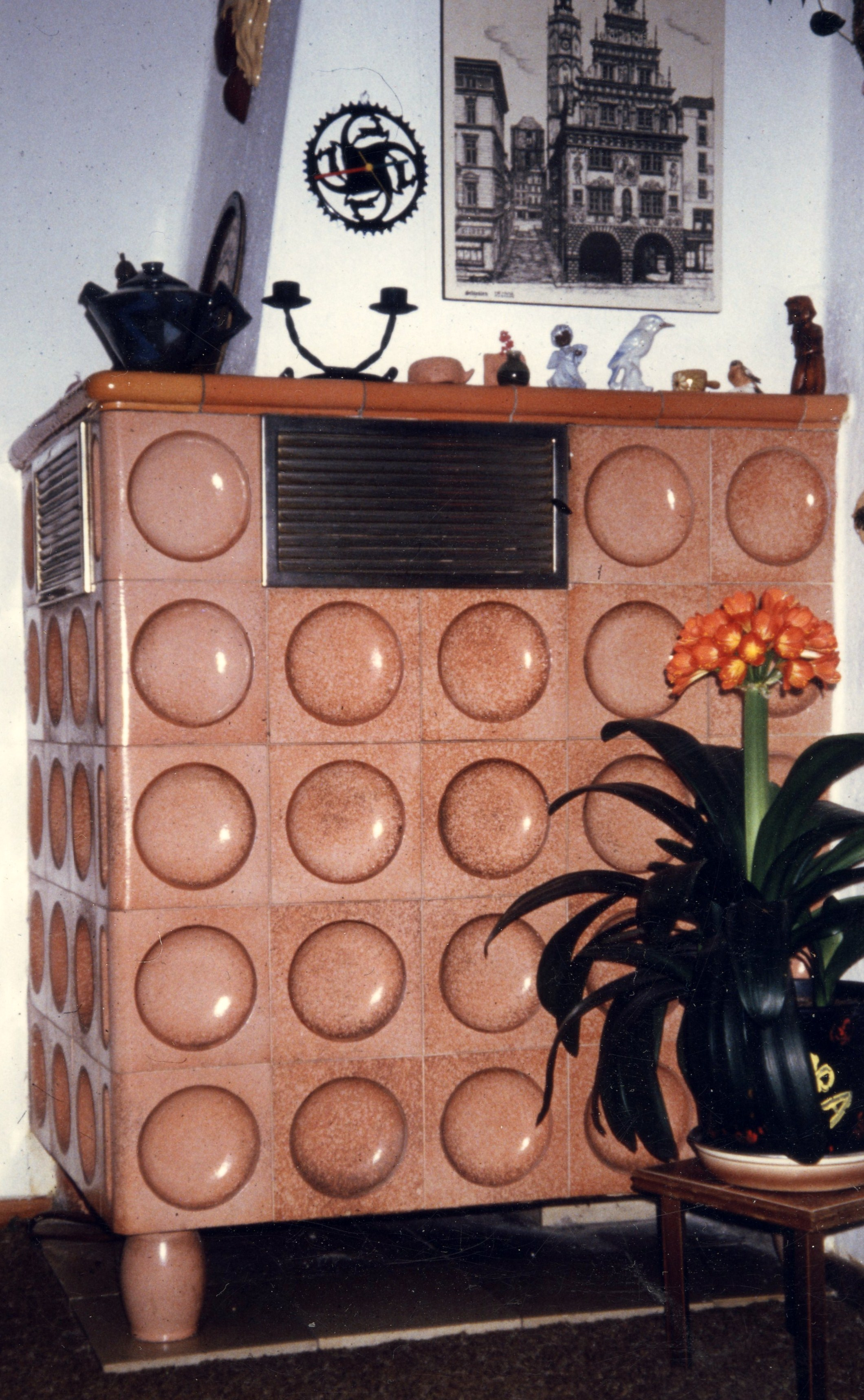
Kachelofen als Warmluftzentralheizung, erbaut 1959

Die Warmluft-Zentralheizung war in Deutschland in den 1950er und 1960er Jahren, bevor die Warmwasserzentralheizungen aufkamen, eine Sonderform des Kachelofens. Sie nutzte die durch die Entwicklung der Heizeinsätze und Blechheizregister zur Verfügung stehende hohe Heizleistung und verteilte sie mittels Luftkanälen in den Räumen von Einfamilienhäusern. Der auf dem nebenstehenden Bild gezeigte Kachelofen beheizte im Erdgeschoss drei Räume sowie in der ersten und zweiten Etage weitere fünf Räume. Die Warmluftrohre für die oberen Räume führten durch den über dem Ofen sichtbaren Mauervorsprung. Sie konnten vom Erdgeschoss aus für die einzelnen Etagen jeweils geöffnet oder geschlossen werden.

### Luft-Hypokausten-Anlagen
Sie sind eine Sonderform des Warmluft-Kachelofens. Mit einem geschlossenen Luftumwälzungssystem, das durch Schwerkraft oder mit Gebläse funktioniert, werden entferntere Bauteile, z. B. die Sitzbank eines Kachelkamins oder die Wände eines Zimmers, beheizt. Die eingeschlossene, bis zu 200 °C heiße Systemluft kommt dabei nicht mit der Raumluft in Berührung.
Hans Kurt Zeidler hat dieses System im Jahre 1983 entwickelt und im Markt bekannt gemacht.

### Warmwasser-Anschluss
Eine Sonderform der Kachelofen sind die Warmwasser-Öfen. Diese haben einen Anschluss für einen Warmwasser-Tank. Die eingebaute Umwälzpumpe in der Zentralheizung pumpt dann das warme Wasser vom Tank in den Boiler (Warmwassertank). Von dort wird dann das Wasser zu den Warmwasserhähnen geleitet.

### Hypokausten-Kachelofen
Bei einem konventionellen Kachelofen findet neben der Wärmeabgabe an die umgebende Luft auch eine Wärme-Konvektion statt. Die Menge/Dosis ist abhängig von der Oberflächentemperatur des Ofens – je kühler desto geringer. Die Bereiche der Außenfläche, die mit den heißen Rauchgaszügen in engerer Verbindung stehen, erwärmen sich stärker, was zu einer höheren Konvektion führt. Infolge der inhomogenen Wärmeverteilung kann es zusätzlich auch zu Spannungszuständen im Ofen kommen, die zu ungewollter Rissbildung und Fugenausbrüchen führen.
Um die genannten Nachteile zu beseitigen, wurde das Hypokausten-Bausystem entwickelt. Hier bestehen die Züge entsprechend der gewünschten Heizleistung aus Keramik-Modul-Speichersteinen (KMS-Steine, dem sogenannten Speicherkern). Der zwischen den Schamotteplatten und dem Speicherkern verbleibende Luftraum gibt die entstehende Wärme dann aber nicht durch Wärmeleitung wie bei der herkömmlichen Bauweise, sondern durch Strahlung an den Raum ab. Im Inneren des Systems kommt es nun, da die Außenhülle geschlossen ist, zu einem konvektiven Wärmetransport von heißeren Oberflächen hin zu kälteren Bereichen, die somit ebenfalls erwärmt werden und die effektiv zur Verfügung stehende wärmende Fläche vergrößern.
Die in der Feuerung erzeugte nutzbare Wärmemenge ist nach dem Ersten thermodynamischen Hauptsatz für jeden Kachelofentyp identisch. Die auf eine größere Fläche verteilte Wärmemenge führt deshalb zu geringeren  Oberflächentemperaturen des Ofens und erzeugt, physiologisch betrachtet, ein angenehmeres behagliches Raumklima.

## Gefahren
Durch Bedienungsfehler kann der Brennstoff unter Freisetzung explosiver Gase verschwelen. Eine Verpuffung oder Explosion führt zur Beschädigung oder Zerstörung des Ofens, zum Absprengen von Konstruktionsteilen sowie zum Herausschleudern von Glut oder Brennstoff. Die vom Brennstoff entwickelten brennbaren Gase können nach vorübergehendem Luftmangel verpuffen. Erst wenn diese restlos ausgetrieben und verbrannt sind (keine Flammen mehr), kann die Ofentür gefahrlos verschlossen werden. Nur der verbleibende Kohlenstoff (flammenlose Glut) kann auch unter Luftmangel brennen.
Solange Kohle oder Holz noch Flammen entwickelt, soll die Luftzufuhr nicht unterbrochen werden, ansonsten tritt unvollständige Verbrennung ein, u. a. entsteht Kohlenmonoxid, das in den zu beheizenden Raum gelangen kann.
Bei unvollständiger Verbrennung bilden sich im Schornstein Ruß- und Teerablagerungen, die einen Schornsteinbrand verursachen können.

## Physikalische Grundlagen
Holz verbrennt zum größten Teil gasförmig in langen Flammen und hoher momentaner Heizleistung. Die Umwandlung des Holzes zu Gas beginnt schon bei ca. 80 °C und kann nicht unterbrochen werden; d. h. das Gas muss bei Entstehung auch abgebrannt werden, um unvollständige Verbrennung zu vermeiden. Ein gestreckter Abbrand (Dauerbrand) ist bei (Scheit-)Holzfeuerungen in Öfen nicht möglich. Leider wird es in Öfen ohne Speichermassen immer wieder versucht, Holz verzögert abzubrennen, indem Verbrennungsluft stark gedrosselt wird, mit negativen Folgen für die Anlagen, Schornsteine und Umwelt. Der Kachelofen ist traditionell und heute wieder verstärkt ein Speicherofen, der die momentane sehr hohe Heizleistung eines Holzfeuers puffert und verzögert an die Räume abgibt, aber nur, wenn er die erforderlichen Speichermassen auch hat (siehe Kombi-Kachelofen, Grundofen, Kachelofen-Kunst).

Leistungsdiagramm kleines Holzfeuer
Heizleistung eines kleinen Grundofens
Feuerungsleistung / Speicherleistung am Kachelgrundofen